# Anti-Machiavel

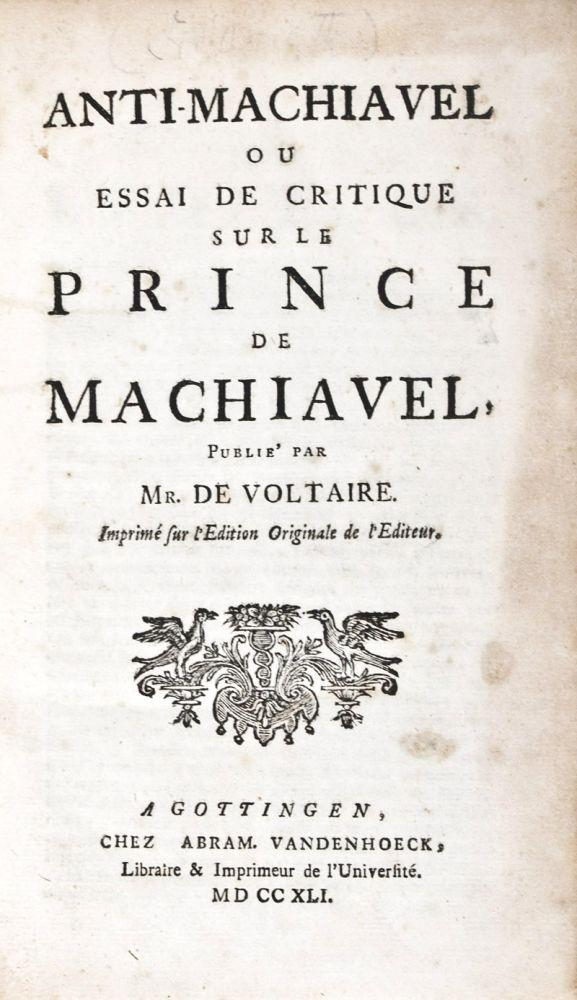
Strona tytułowa wydania z 1741

Anti-Machiavel (właśc. L'Antimachiavel ou Examen du Prince de Machiavel et Réfutation du Prince de Machiavel) – esej autorstwa Fryderyka II Wielkiego, wydany anonimowo w 1740 roku w Hadze (kilka miesięcy po objęciu tronu) pod patronatem Woltera, w języku francuskim. Stanowi on krytykę Księcia Machiavellego oraz makiawelizmu w ogóle.
Pierwotny tekst Fryderyka, ukończony w 1739, został przesłany do poprawy Wolterowi. Ten dokonał wielu zmian uwzględniających kwestie polityki zagranicznej i tak poprawiony tekst został wydany w Holandii (wydanie van Durena). Dalsze poprawki Woltera nie zostały już jednak po wstąpieniu na tron Fryderyka uwzględnione, w związku z czym francuski filozof wydał kolejną edycję jako poprawną i autentyczną - w istocie jednak zasadnicza wymowa tekstu nie uległa zmianie.
Powstanie dzieła wiąże się ze wstąpieniem Fryderyka w tajemnicy przed ojcem do masonerii i było obliczone na pozyskanie uznania kół masońskich.